# هيئة تنشيط السياحة (الأردن)
هيئة تنشيط السياحة هيئة حكومية أردنية تسعى لقيادة عمليات تسويق وترويج الأردن سياحياً، وإبراز هويته المتميزة كوجهة سياحية ومقصد رئيسي للسائح في الأسواق العالمية. تقع الهيئة في شارع تونس في بين الدوارين الرابع والخامس.
تأسست عام 1998 كهيئة عامة ذات استقلال إداري ومالي وبموجب نظام يهدف إلى تولي وتوحيد عمليات الترويج والتسويق السياحي للمملكة والعمل على خلق الطلب على المنتج السياحي الوطني.
تعتبر الهيئة مثالاً ناجحاً للشراكة ما بين القطاعين العام والخاص في الأردن، حيث يتم وضع السياسات العامة للهيئة من خلال مجلس الإدارة الذي يضم أعضاء دائمين ومنتخبين من القطاعين العام والخاص الأمر الذي يساعد على الاستفادة من خبرات الطرفين في إدارة الهيئة بطريقة فعالة.
تستخدم الهيئة أفضل الاستراتيجيات التسويقية لوضع الأردن على الخارطة السياحية للعالم وليصبح الأردن مقصد رئيسي للسائح في الأسواق العالمية. وذلك من خلال توظيف استراتيجيات التسويق لترويج الأردن كعلامة سياحية بارزة ووجهة متميزة في أسواق السياحة العالمية.